# Charles Murphy (kanadischer Politiker)

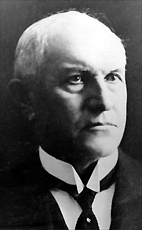
Charles Murphy (Fotografie von William James Topley).

Hon. Charles Murphy, PC (* 8. Dezember 1863 in Ottawa, Westkanada; † 24. November 1935 in Ottawa, Ontario) war ein kanadischer Politiker der Liberalen Partei Kanadas, der unter anderem zwischen 1908 und 1925 Mitglied des Unterhauses sowie anschließend von 1925 bis zu seinem Tode 1935 Mitglied des Senats war. Damit gehörte er 27 Jahren dem Parlament von Kanada an. Er fungierte zudem zeitweise als Minister im achten sowie im zwölften kanadischen Kabinett, wobei er im achten Kabinett zwischen 1909 und 1911 als Staatssekretär von Kanada de Facto erster Außenminister von Kanada war.

## Leben
Charles Murphy, Sohn irischer Einwanderer, absolvierte nach dem Schulbesuch ein Studium der Rechtswissenschaften an der Ottawa University in Ottawa in Kansas sowie der Osgoode Hall Law School der York University in Toronto und nahm nach seiner anwaltlichen Zulassung 1891 eine Tätigkeit als Rechtsanwalt in Ottawa auf. Er war ferner zwischen dem 19. November 1897 und 1898 Mitglied einer Kommission zur Untersuchung und Berichterstattung über bestimmte Vorwürfe der Verschwörung zum Steuerbetrug gegen James Devlin, dem verstorbenen Ingenieur des Gefängnisses von Kingston.
Bei der Unterhauswahl am 26. Oktober 1908 wurde Murphy für die Liberale Partei Kanadas im Wahlkreis „Russel“ mit 3616 Stimmen erstmals zum Mitglied des Unterhauses gewählt und bei den Unterhauswahlen am 21. September 1911 mit 3812, am 17. Dezember 1917 mit 5895 Stimmen sowie am 6. Dezember 1921 mit 9069 Stimmen in diesem Wahlkreis wiedergewählt. Während seiner langjährigen Mitgliedschaft im Unterhaus war er unter anderem Mitglied der Ständigen Unterhausausschüsse für Wälder, Wasserstraßen und Wasserkraft, für Privilegien und Wahlen, für die Canadian National Railways und Schifffahrt, für verschiedene private Gesetzesinitiativen, für öffentliche Finanzen, für Eisenbahnen, Kanäle und Telegraphenlinien und des Ständigen Gemeinsamen Druckerei-Ausschusses des Parlaments sowie verschiedener Sonderausschüsse.
Als Nachfolger von Richard William Scott wurde Charles Murphy am 9. Oktober 1908 zum Staatssekretär für Kanada in das achte kanadische Kabinett unter Premierminister Wilfrid Laurier berufen und bekleidete dieses Amt bis zum 6. Oktober 1911. Als Staatssekretär für Kanada fungierte er de Facto zwischen dem 19. Mai 1909 und dem 10. Oktober 1911 als erster Außenminister von Kanada.

Postminister Murphy (links) mit dem US Postmaster General Harry S. New (5. Mai 1924).

Am 29. Dezember 1921 wurde Murphy in das zwölfte Kabinett unter Premierminister William Lyon Mackenzie King berufen und übernahm in diesem bis zum 28. Juni 1926 das Amt als Postminister. Aufgrund seiner Berufung zum Kabinettsminister am 29. Dezember 1921 war formell eine Nachwahl im Wahlkreis „Russell“ notwendig, die er am 19. Januar 1922 per Akklamation gewann. Nach seinem Ausscheiden aus dem Unterhaus am 4. September 1925 wurde er am 5. September 1925 auf Vorschlag von Premierminister King als Vertreter der Region Russell in der Provinz Ontario zum Mitglied des Bundessenats ernannt. Als Nachfolger von Walter Edward Foster bekleidete er zwischen dem 13. November 1925 und seiner Ablösung durch Ernest Lapointe am 23. März 1926 noch einmal das Amt als kommissarischer Staatssekretär für Kanada.
Charles Murphy gehörte dem Senat bis zu seinem Tode am 24. November 1935 an und gehörte bei seinem Tode 27 Jahren dem Parlament von Kanada an. Während seine Senatszugehörigkeit war er unter anderem Mitglied des Ständigen Ausschusses für Eisenbahnen, Telegraphen und Häfen und des Ständigen Ausschusses für Banken und Handel.